# E’s
E’s ist eine Manga-Serie der japanischen Zeichnerin Satol Yuiga, die von 1997 bis 2005 in Japan erschien. Der Manga wurde als Anime und Light Novel adaptiert und in mehrere Sprachen übersetzt. Der Anime erschien unter dem Titel E’s Otherwise. 
Das Werk handelt vom Kampf zwischen mächtigen Organisationen und übernatürlich begabten Menschen in einer nahen Zukunft und lässt sich in die Gerne Drama, Action, Comedy und Science-Fiction einordnen.

## Inhalt
Ende des 21. Jahrhunderts führen die Staaten keine Kriege mehr gegeneinander, aber große Konzerne haben starken Einfluss gewonnen und es werden Menschen mit übernatürlichen Fähigkeiten, Esper, gejagt. Die von Eiji Sagimiya gelenkte Firma Ashram nimmt die Esper auf und bildet sie aus, um sie dann für ihre eigenen Zwecke zu missbrauchen. 
Der Junge Kai Kudō lebt als Esper bei Ashram wie auch seine Schwester Hikaru, die schwer krank ist. Er glaubt, sie würden von Ashram eingesetzt, um der Polizei gegen Terroristen zu helfen. Doch bei einem Einsatz in der Stadt Geld wird die Zivilbevölkerung bombardiert und im Kampf kommt eine Kollegin um, seine anderen Mitstreiter lassen ihn zurück. So erfährt Kai, dass er von Ashram nur missbraucht wurde. So bleibt er beim Mädchen Asuka und deren Vormund Yūki und schließt sich einer Gruppe um den Arrangeur an, die gegen Ashram kämpfen.

## Veröffentlichung
Der Manga erschien von 1997 bis 2005 im japanischen Manga-Magazin Monthly GFantasy des Verlags Enix, seit 2003 Square Enix. Die Einzelkapitel erschienen auch in 16 Sammelbänden. 
Eine englische Fassung erscheint bei Broccoli, eine italienische bei Star Comics und eine chinesische bei Tong Li in Taiwan. Auf Deutsch erschien der Manga von Juli 2008 bis August 2011 bei Carlsen Comics vollständig.

## Adaptionen

### Light Novel
In Japan erschienen zum Manga zwei Light Novels, beide geschrieben von Satol Yuiga. E’s The Time to Baptisma erschien am 26. Februar 1999. Am 27. Januar 2000 folgte der Band E’s Unknown Kingdom.

### Hörspiel
Bei Square Enix erschienen drei Hörspiel-CDs zum Manga. Diese wurden von September 1999 bis September 2003 in Japan veröffentlicht.

### Anime
2003 produzierte das Studio Pierrot unter der Regie von Masami Shimoda eine 26-teilige Anime-Fernsehserie zum Manga. Das Charakterdesign entwarf Takehiro Hamatsu und die künstlerische Leitung übernahm Takafumi Nima. Die Serie wurde vom 1. April 2003 bis zum 23. September 2003 durch den japanischen Sender TV Tokyo ausgestrahlt. 
The Anime Network strahlte den Anime auf Englisch aus, bei ADV Films erschien er in den USA und Deutschland. Auf Deutsch erschienen von März bis November 2007 alle Folgen auf sechs DVDs. 

#### Synchronisation
Die deutsche Synchronisation wurde von Elektrofilm angefertigt. 
| Rolle              | Japanischer Sprecher (Seiyū) | Deutscher Sprecher |
| ------------------ | ---------------------------- | ------------------ |
| Kai Kudō           | Yūki Tai                     | Nico Sablik        |
| Shen-Lon Belvedere | Masako Ozawa                 | Konrad Bösherz     |
| Maria              | Akiko Hiramatsu              | Giuliana Jakobeit  |
| Eiji Sagimiya      | Akimitsu Takase              | Peter Flechtner    |

#### Musik
Die Musik des Animes wurde von Kazunori Miyake und Shigen Momoi komponiert. Der Vorspanntitel Jōhō stammt von Suitei-Shojo, das Abspannlied ist tonight/midnight von chicochair.

## Rezeption
Laut Splashcomics richtet sich der Manga vor allem an weibliches Publikum. Das Werk erinnere an X 1999 oder Seraphic Feather, die etwa zur gleichen Zeit entstanden. Die Illustration sei ansprechend.
Valerie Ponell vom HR sieht die Handlung in der Tradition von X-Men, die erzählerischen Anspruch und einen typischen Helden bietet, dabei aber anfangs auch für etwas Verwirrung sorgt. E’s sei „eine neue, gut durchdachte und viel versprechende Science Fiction-Mangareihe, die Jugendlichen und Erwachsenen gleichermaßen gefallen dürfte. Selbst nach den ersten beiden der geplanten fünf Bände, hat der Leser noch wenig Ahnung, in welche Richtung sich die Geschichte entwickeln wird - das macht "E’s" zu einer spannenden neuen Reihe.“